# Штютцербах
Штютцербах (нім. Stützerbach) — громада в Німеччині, розташована в землі Тюрингія. Входить до складу району Ільм. Складова частина об'єднання громад Реннштайг.
Площа — 11,37 км2. Населення становить Невірний параметр metadata 16 070 049 ос. (станом на 31 грудня 2021).

## Галерея

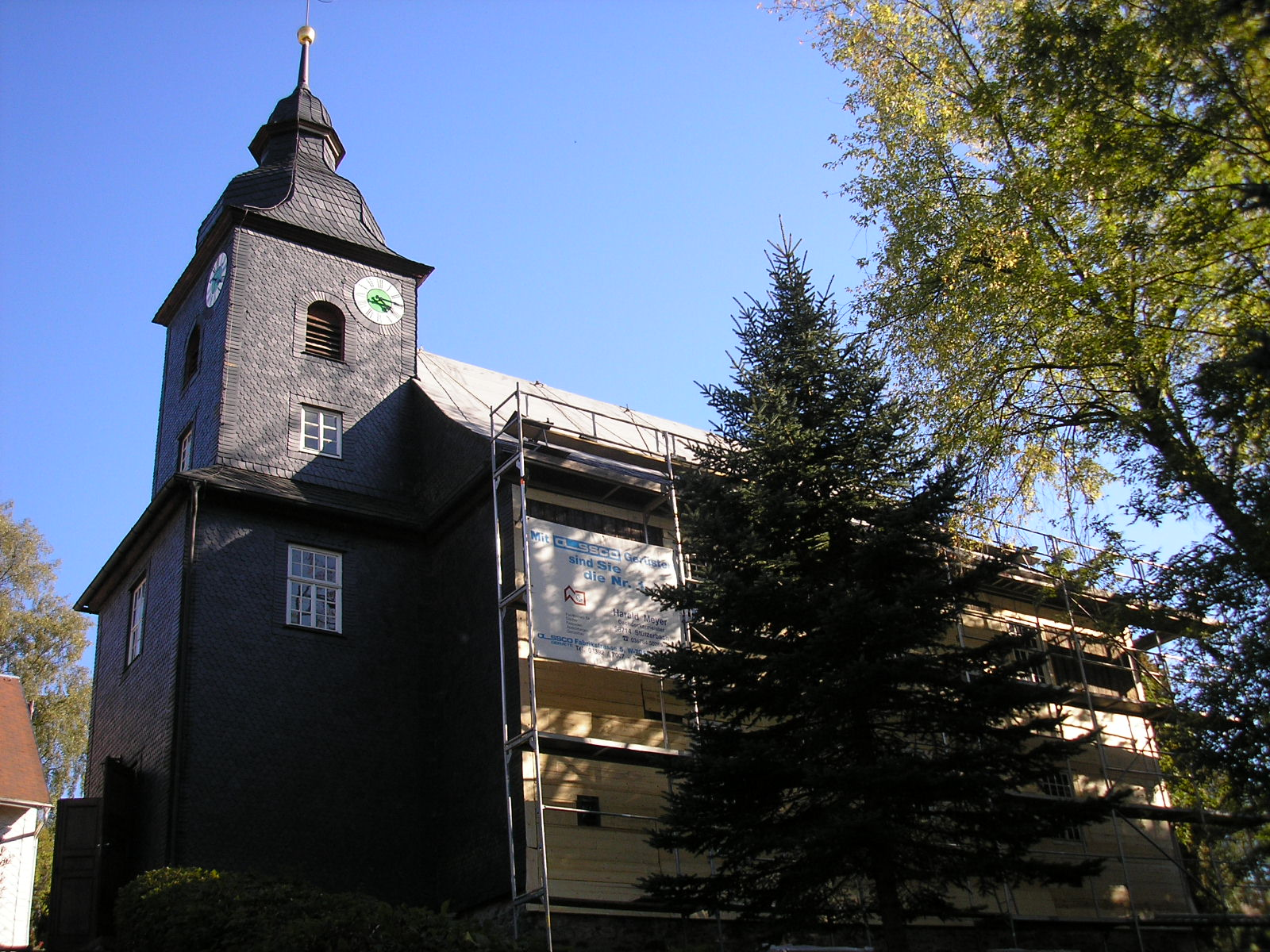
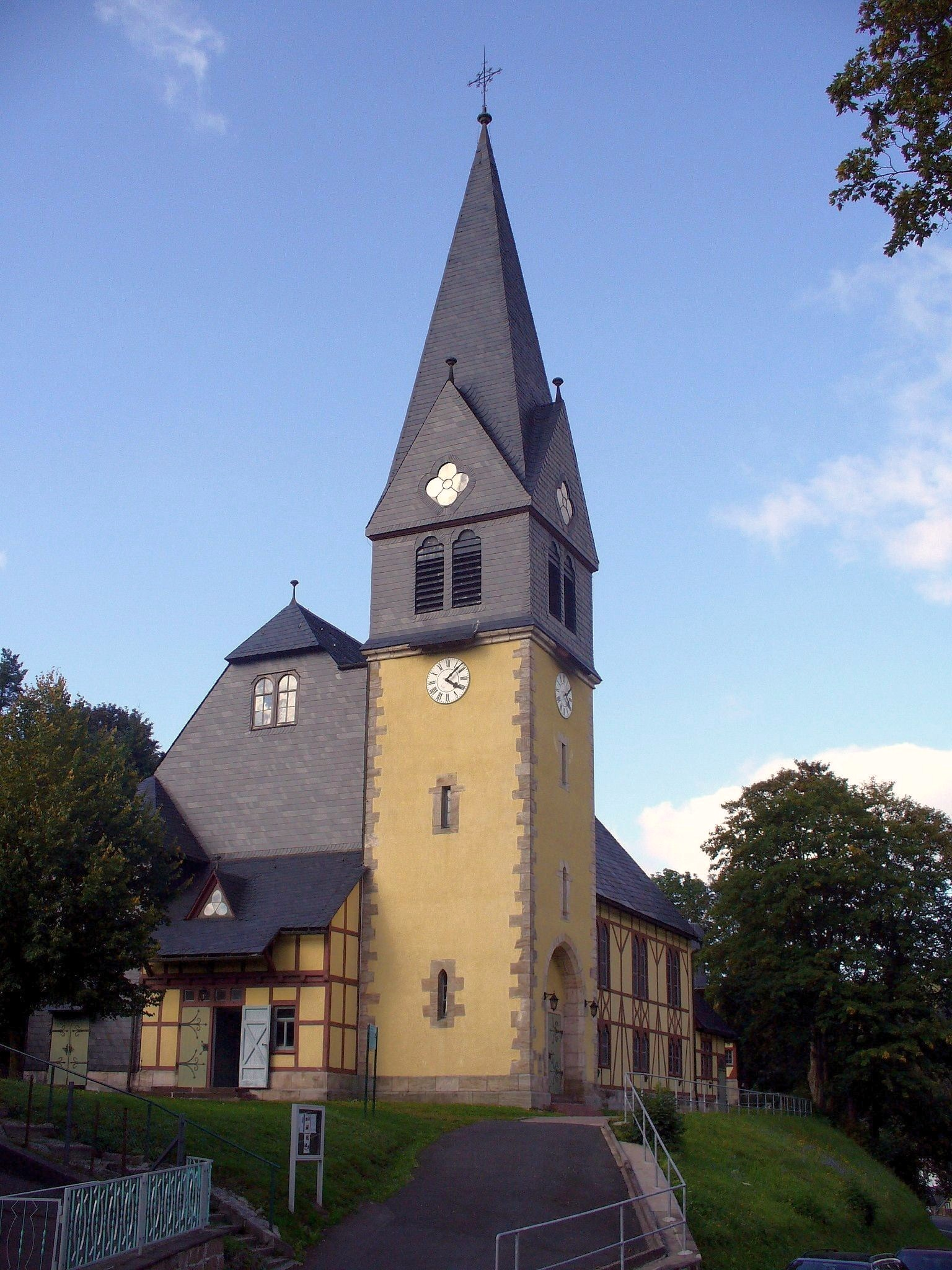
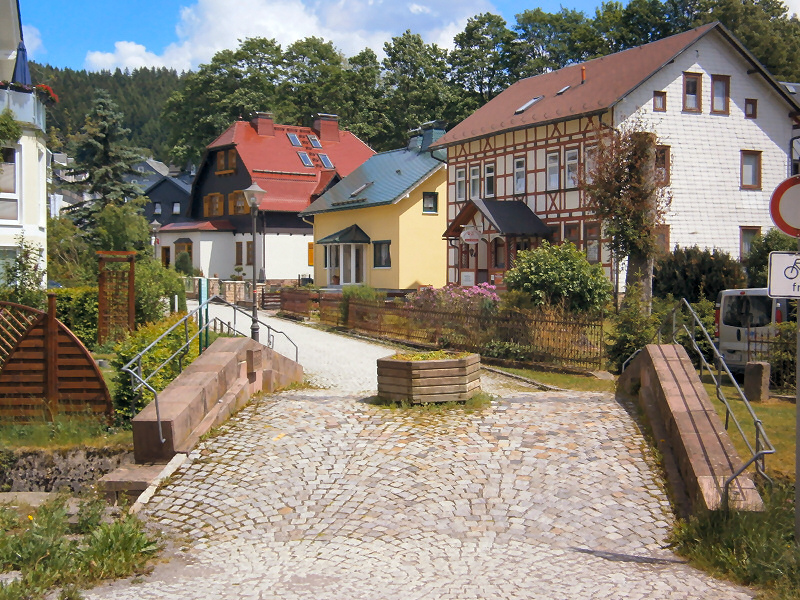
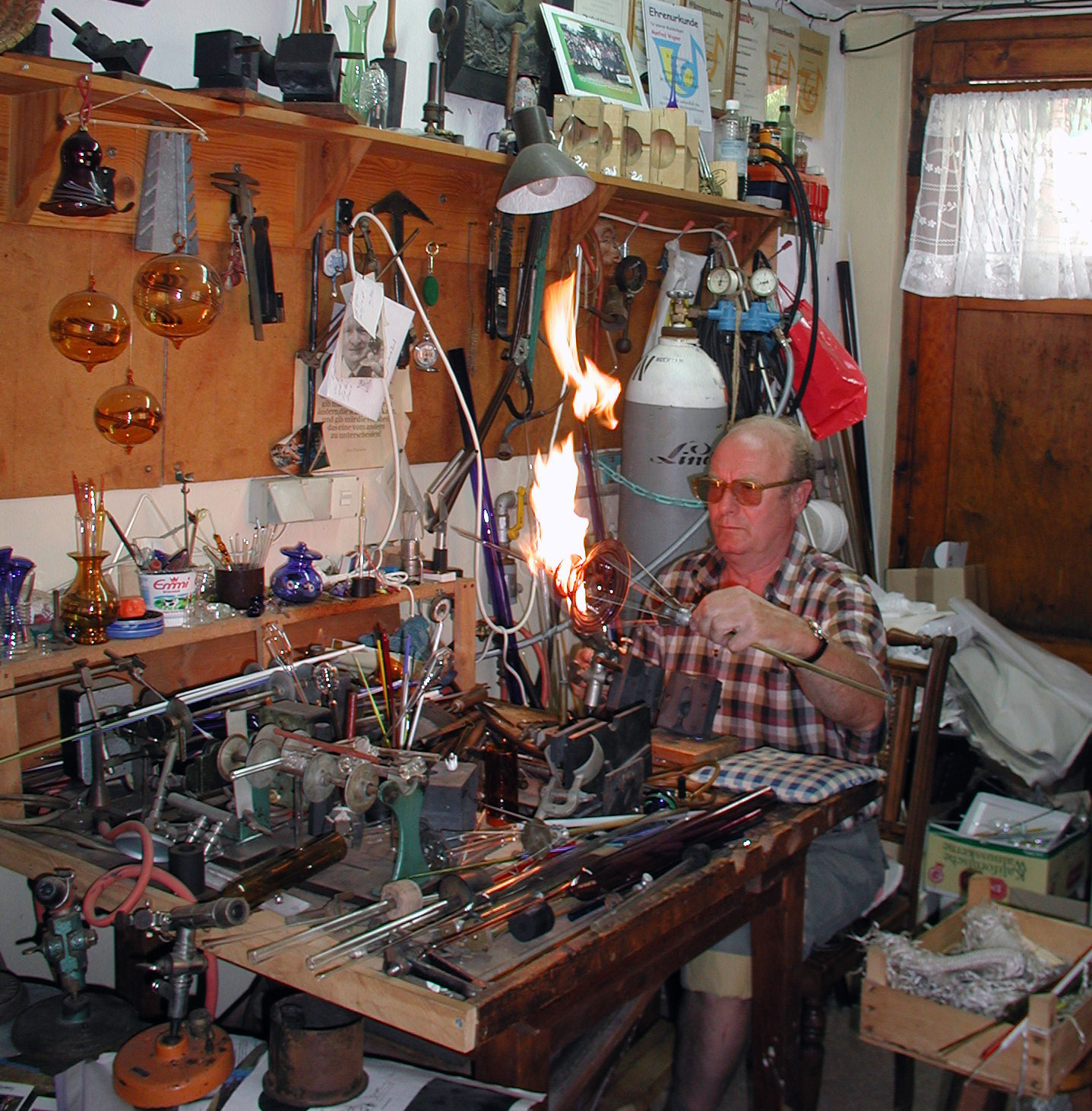
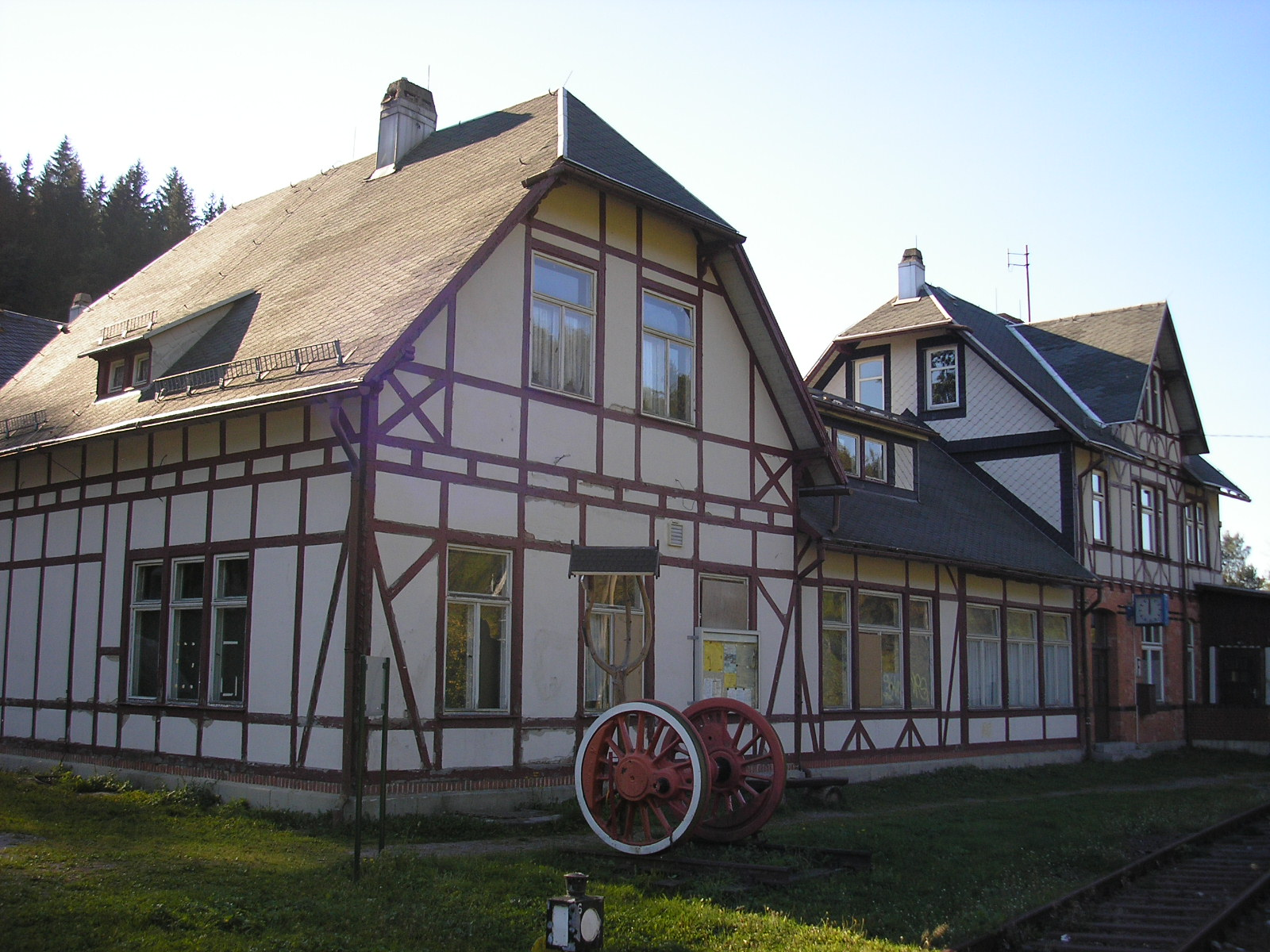
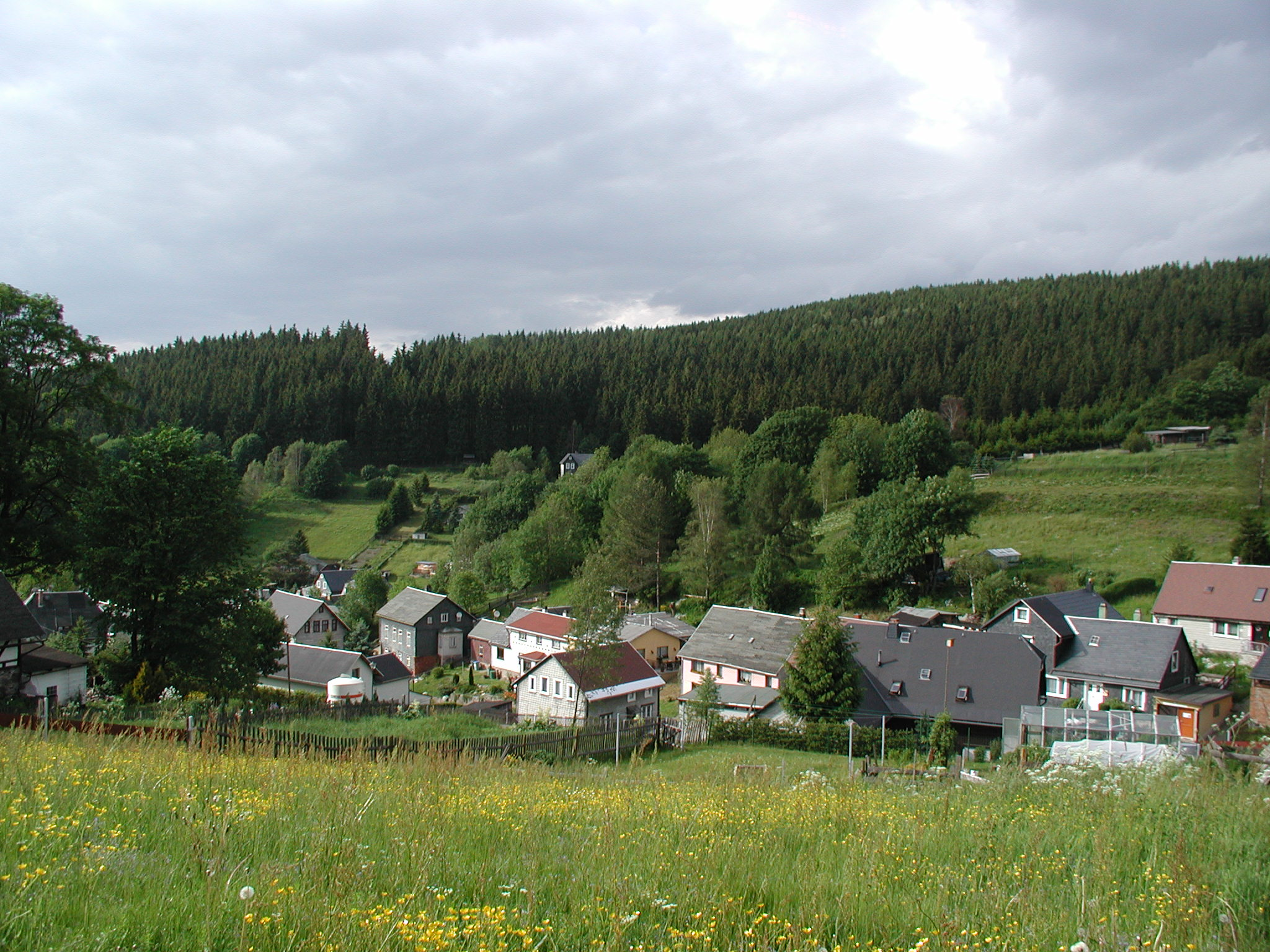